# 谷胱甘肽
穀胱甘肽（英語：Glutathione，簡稱：GSH），又稱麸胱甘肽或麩氨基硫，屬於三肽，由穀氨酸、半胱氨酸及甘氨酸所構成，其中第一個肽键與普通的肽键不同，是由穀氨酸的γ-羧基与半胱氨酸的氨基组成的，在分子中半胱氨酸巯基是該化合物的主要功能基團。穀胱甘肽是植物、動物、真菌和一些细菌和古菌中的一種抗氧化劑。穀胱甘肽能够防止活性氧、自由基、過氧化物、脂質過氧化物和重金属等來源對重要细胞成分造成的損害。作為動物細胞中的抗氧化劑，存在於充滿水的細胞內部，可以保護DNA免於氧化。穀胱甘肽以兩種型態存在於人體，一是還原型態、另一是氧化型態。菠菜含有穀胱甘肽。

## 生物合成和儲存
穀胱甘肽生物合成涉及兩個三磷酸腺苷依賴的步驟：
- 首先，γ-谷氨酰半胱氨酸由 L-谷氨酸和 L-半胱氨酸合成。此轉化需要酶谷氨酸-半胱氨酸連接酶 (GCL，谷氨酸半胱氨酸合酶)。此反應是穀胱甘肽合成中的限速步驟。[3]
- 其次，將甘氨酸添加到γ-谷氨酰半胱氨酸的C末端。該縮合反應由穀胱甘肽合成酶催化。

雖然所有動物细胞都能够合成穀胱甘肽，但已證明肝臟中的穀胱甘肽合成至關重要。GCLC基因敲除小鼠由于缺乏肝臟GSH合成而在出生後一個月内死亡。
穀胱甘肽中不尋常的γ酰胺鍵保護它免受肽酶的水解。

### 儲存
穀胱甘肽是动物细胞中最丰富的非蛋白硫醇（含 R-SH 的化合物），含量范围为 0.5 至 10 mmol/L。它存在于细胞质和细胞器中。在健康细胞和組織中，總穀胱甘肽的 90% 以上為還原形式（GSH），其餘為二硫化物氧化形式（GSSG）。80-85% 的细胞GSH存在於细胞質中，10-15% 存在於粒線體中。
人體能够合成穀胱甘肽，但少數真核生物不會合成穀胱甘肽，包括豆科植物、内阿米巴屬和賈第鞭毛蟲屬的部分成員。已知唯一能合成穀胱甘肽的古细菌是鹽桿菌綱。某些细菌，如“藍藻”和假單胞菌，可以生物合成穀胱甘肽。
口服穀胱甘肽的全身利用度生物利用度較差，因為三肽是消化道蛋白酶（肽酶）的前驅物，並且由於细胞膜水平上缺乏穀胱甘肽的特定載體。服用半胱氨酸前體藥物 N-乙酰半胱氨酸 (NAC) 有助於補充细胞内 GSH 水平。專利化合物 RiboCeine 已被研究作为一種補充劑，可增強穀胱甘肽的產生，從而有助於緩解高血糖。

## 生物學功能

GSH和GSSG的转化过程

谷胱甘肽以还原（GSH)和氧化（GSSG）状态存在。细胞内还原谷胱甘肽与氧化谷胱甘肽的比率是细胞氧化应激的量度，其中 GSSG 与 GSH 比率增加表明氧化应激更大。

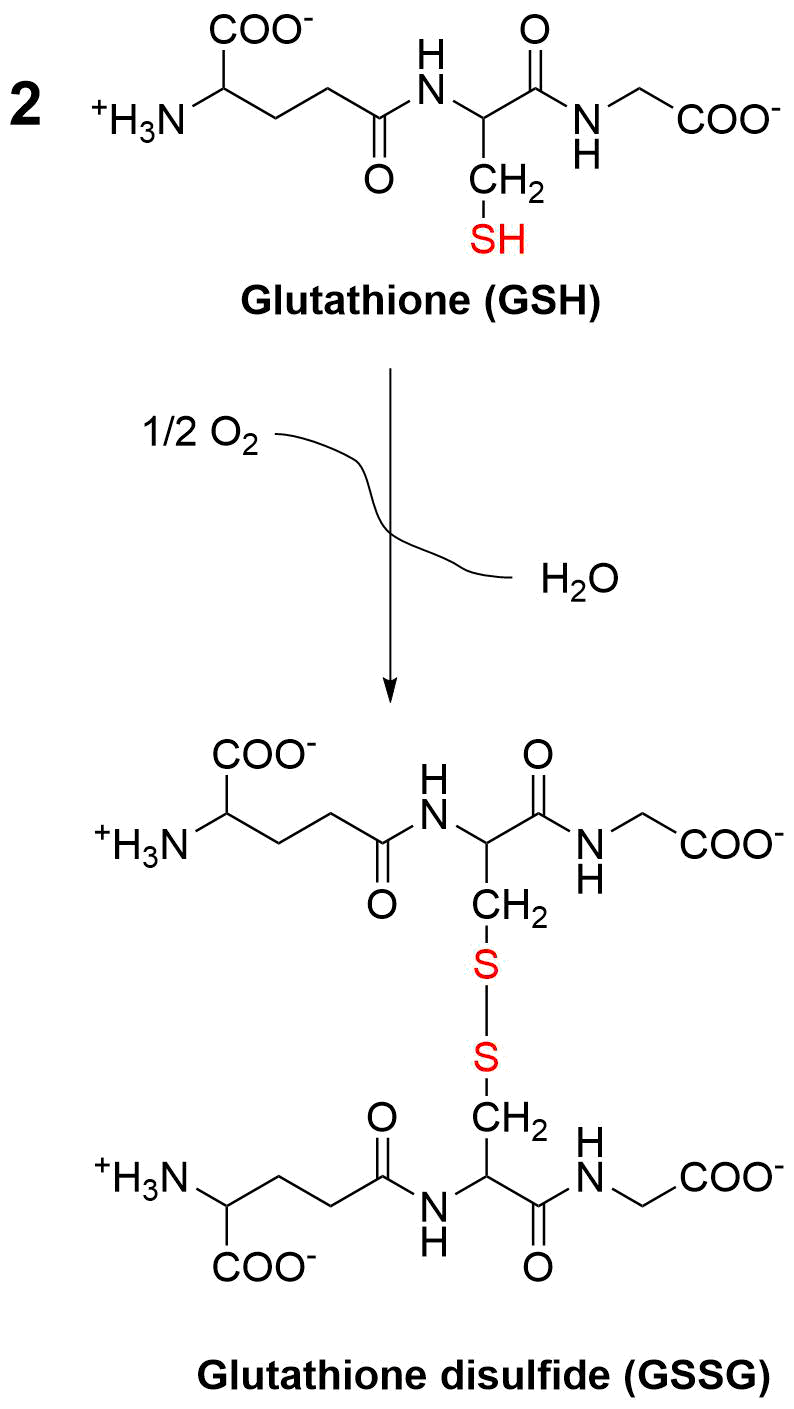
谷胱甘肽的氧化过程

在還原狀態下，半胱氨酰残基的硫醇基团是一个还原当量的来源。由此生成谷胱甘肽二硫化物 (GSSG)的氧化状态通过NADPH转化为还原状态(GSH)。该转化由谷胱甘肽还原酶催化
NADPH +  GSSG + H2O →  2 GSH  +  NADP+  +  OH−

## 作用

### 抗氧化劑
GSH通過中和（減少）活性氧來保護细胞。這種轉化可以通過過氧化物的還原來說明：
2 GSH  +  R2O2 →  GSSG  +  2 ROH  (R = 氫,烷基 )
以及自由基：
GSH  +  R• →  1/2 GSSG  +  RH
簡單來說，GSH穀胱甘肽是細胞内最重要的抗氧化劑之一，可以清除自由基，保護细胞免受氧化應激的損害。它對維持細胞的健康至關重要。

### 調節
除了使自由基和活性氧化剂失活外，谷胱甘肽还参与硫醇保护和氧化应激下细胞硫醇蛋白的氧化还原调节，通过蛋白质“S”-谷胱甘肽化，一种氧化还原调节的翻译后硫醇修饰。一般反应涉及从可保护蛋白质 (RSH) 和 GSH 形成不对称二硫化物：
RSH  +  GSH  + [O]  →  GSSR   +  H2O
它维持外源性抗氧化剂如维生素C和维生素E处于还原（活性）状态。
GSH通过调节免疫细胞的功能，增强免疫反应，从而在感染和疾病防护中发挥作用。该引文描述了 GSH 在免疫和炎症背景下在肺中的作用

### 解毒
GSH谷胱甘肽参与肝脏的解毒过程，通过结合有毒物质促进其排出，尤其是重金属和药物代谢中的重要角色。还用于解毒氧化应激产生的有毒代谢物甲基乙二醛和甲醛。该解毒反应由乙二醛酶系统进行。乙二醛酶I (EC 4.4.1.5) 催化甲基乙二醛和还原谷胱甘肽转化为 S-D-乳酰谷胱甘肽。乙二醛酶II (EC 3.1.2.6) 催化 S-D-乳酰谷胱甘肽水解为谷胱甘肽和D-乳酸。谷胱甘肽相关酶与抗癌药物耐药性
人体可以自然生成少量的谷胱甘肽，随着时间推移，这一生成的量可能会逐步减少，低 GSH 含量与许多慢性促炎性疾病有关，例如代谢综合征、心血管、肾脏和肝脏疾病，以及神经退行性疾病和自身免疫性疾病，而对线粒体的代谢则具有直接保护作用
谷胱甘肽 S-转移酶 (GST) 将 GSH 与外来化合物结合，产生无毒产物，从而实现其解毒作用。

### 神经保护
GSH在神经系统中具有保护作用，有助于对抗神经退行性疾病如帕金森病和阿尔茨海默病等。由于氧气消耗量高，人类大脑极易受到活性氧的产生的影响。GSH 在大脑抗氧化防御中起着至关重要的作用，可维持氧化还原稳态。在尸检和体内 MRS 研究中也观察到了大脑 GSH 的消耗，这些研究涉及衰老和各种神经系统疾病（阿尔茨海默病、帕金森病等）。因此，通过补充剂来丰富 GSH 是治疗这些神经系统疾病的一种有希望的途径。
谷胱甘肽有两种状态——氧化和还原。在细胞稳态的正常生理条件下，谷胱甘肽主要保持还原形式。然而，许多人体代谢途径涉及谷胱甘肽的氧化，导致细胞稳态失衡，GSH 耗竭会增强氧化应激，也可能增加兴奋毒性分子的水平；这两种作用都可以在不同神经元群体中引发细胞死亡。大脑中谷胱甘肽相关功能的受损与衰老过程中神经元的损失与亨廷顿氏病、帕金森氏病、中风和阿尔茨海默氏病等神经系统疾病的结果有关，
GSH 在中枢神经系统中发挥许多关键功能，包括调节细胞分化和增殖、细胞凋亡、酶活化、神经传递，以及作为蛋白质合成过程中半胱氨酸的来源。

### 新陈代谢
在其参与的众多代谢过程中，谷胱甘肽是白三烯和前列腺素生物合成所必需的。它在半胱氨酸的储存中发挥作用。谷胱甘肽增强了瓜氨酸作为一氧化氮循环一部分的功能。它是一种辅因子并作用于谷胱甘肽过氧化物酶。谷胱甘肽用于生成 S-硫烷基谷胱甘肽，它是硫化氢代谢的一部分。

### 结合
谷胱甘肽促进外来化合物代谢。谷胱甘肽S-转移酶催化其与亲脂性外来化合物结合，促进其排泄或进一步代谢。结合过程以N-乙酰基-p-苯醌亚胺(NAPQI) 的代谢为例。NAPQI 是一种活性代谢物，由细胞色素 P450作用于对乙酰氨基酚(乙酰氨基酚) 而形成。谷胱甘肽与 NAPQI 结合，并将所得复合物排出体外。

### 在植物中
在植物中，谷胱甘肽参与活性氧压力管理。它是谷胱甘肽-抗坏血酸循环的组成部分，该系统可减少有毒的过氧化氢。它是植物螯合素、谷胱甘肽低聚物的前体，可以螯合镉等重金属。谷胱甘肽是有效防御植物病原体（例如“丁香假单胞菌”和“芸苔疫霉菌”）所必需的。腺苷酸硫酸还原酶是硫同化途径的一种酶，它使用谷胱甘肽作为电子供体。其他使用谷胱甘肽作为底物的酶是谷氧还蛋白。这些小的氧化还原酶参与了花的发育、水杨酸和植物防御信号传导。

## 用途

### 美白护肤品与保健食饮
在美容行业，GSH被广泛用于美白产品中，因其能够抑制黑色素的生成，改善肤色，已常见于各类高档化妆品的成分，其皮肤美白效果来自对酪氨酸酶的直接和间接抑制以及从真黑素到褐黑素的产生。尽管如此，建议的使用方法仅有口服或外用辅料（如保健食品或化妆品等），且需要长期适量使用才能有显著的改善，而非流行的静脉注射，且静脉注射谷胱甘肽已被明确为一种具有副作用和潜在健康危害的使用方式。

### 酿酒
葡萄酒的第一个原料形式葡萄浆中的谷胱甘肽含量决定了白葡萄酒生产过程中的褐变或焦糖化效果，因为它可以捕获酶氧化产生的咖啡酰酒石酸醌作为葡萄反应产物。可以通过UPLC-MRM质谱法测定葡萄酒中的该物质的浓度。

## 其他相关

### 衰老与抗衰老
科学研究表明，GSH水平的下降与衰老过程相关，补充GSH有助于改善衰老相关的生理功能。但要注意的是，由于人体可以自然生成少量谷胱甘肽，引文所给出的是一种更为方便快捷的途径：通过饮食补充半胱氨酸和甘氨酸等来促进自然生成谷胱甘肽，而不是直接补充谷胱甘肽。